# العلاقات الآيسلندية السعودية
العلاقات الآيسلندية السعودية هي العلاقات الثنائية التي تجمع بين آيسلندا والسعودية.

## مقارنة بين البلدين
هذه مقارنة عامة ومرجعية للدولتين:
| وجه المقارنة                                              | آيسلندا          | السعودية        |
| --------------------------------------------------------- | ---------------- | --------------- |
| المساحة (كم2)                                             | 103.00 ألف       | 2.25 مليون      |
| عدد السكان (نسمة)                                         | 317.35 ألف       | 33.00 مليون     |
| الكثافة السكانية (ن./كم²)                                 | 3.08             | 14.67           |
| العاصمة                                                   | ريكيافيك         | الرياض، الدرعية |
| اللغة الرسمية                                             | اللغة الآيسلندية | اللغة العربية   |
| العملة                                                    | كرونة آيسلندية   | ريال سعودي      |
| الناتج المحلي الإجمالي (بليون دولار)                      | 23.91 مليار      | 683.83 مليار    |
| الناتج المحلي الإجمالي (تعادل القوة الشرائية) بليون دولار | 15.79 مليار      | 1.69 تريليون    |
| الناتج المحلي الإجمالي الاسمي للفرد دولار أمريكي          | 50.17 ألف        | 20.48 ألف       |
| الناتج المحلي الإجمالي للفرد دولار أمريكي                 | 46.55 ألف        | 52.01 ألف       |
| مؤشر التنمية البشرية                                      | 0.899            | 0.837           |
| رمز المكالمات الدولي                                      | +354             | +966            |
| رمز الإنترنت                                              | .is              | .sa             |
| المنطقة الزمنية                                           | 00، أوروبا/لندن ‏ | ت ع م+03:00     |

## منظمات دولية مشتركة
يشترك البلدان في عضوية مجموعة من المنظمات الدولية، منها:
| علم المنظمة | اسم المنظمة                               | تاريخ انضمام آيسلندا | تاريخ انضمام السعودية |
| ----------- | ----------------------------------------- | -------------------- | --------------------- |
|             | يونسكو                                    | 8 يونيو 1964         | 4 نوفمبر 1946         |
|             | البنك الدولي للإنشاء والتعمير             | 27 ديسمبر 1945       | 26 أغسطس 1957         |
|             | منظمة حظر الأسلحة الكيميائية              | ?                    | ?                     |
|             | الأمم المتحدة                             | 19 نوفمبر 1946       | 24 أكتوبر 1945        |
|             | مؤسسة التمويل الدولية                     | 20 يوليو 1956        | 18 سبتمبر 1962        |
|             | المركز الدولي لتسوية المنازعات الاستشارية | 14 أكتوبر 1966       | 7 يونيو 1980          |
|             | وكالة ضمان الاستثمار متعدد الأطراف        | 25 سبتمبر 1998       | 12 أبريل 1988         |
|             | الاتحاد البريدي العالمي                   | ?                    | ?                     |
|             | مؤسسة التنمية الدولية                     | 19 مايو 1961         | 30 ديسمبر 1960        |
|             | منظمة الشرطة الجنائية الدولية             | ?                    | 13 يونيو 1956         |
|             | منظمة التجارة العالمية                    | ?                    | 11 نوفمبر 2005        |
|             | المنظمة الهيدروغرافية الدولية             | ?                    | 8 أبريل 2002          |
|             | الاتحاد الدولي للاتصالات                  | 1 أكتوبر 1906        | 7 فبراير 1949         |

## وصلات خارجية
- موقع وزارة الخارجية الآيسلندية
- موقع وزارة الخارجية السعودية